# Söğütyolu, Mecitözü
Söğütyolu là một xã thuộc huyện Mecitözü, tỉnh Çorum, Thổ Nhĩ Kỳ. Dân số thời điểm năm 2010 là 147 người.